# Андижанская область
Андижа́нская о́бласть (вилоя́т; узб. Andijon viloyati / Aндижон вилояти) — самая восточная область Узбекистана, занимающая восточную часть Ферганской долины. Административный центр — город Андижан.

## История
Область образована 6 марта 1941 года Указом Президиума Верховного совета СССР в составе Узбекской ССР выделением из Ферганской области. Ранее, в 1926—1930 годах, на этой территории существовал Андижанский округ Узбекской ССР.
Первоначально область включала Аимский, Алтын-Кульский, Андижанский, Балыкчинский, Ворошиловский, Джалял-Кудукский, Избаскентский, Ленинский, Мархаматский, Пахтаабадский, Сталинский, Ходжиабадский районы и города областного подчинения Андижан и Ленинск.
В 1943 году были образованы Халдыванбекский и Чинабадский районы, в 1950 — Бозский район, в 1953 — Булак-Башинский, Курган-Тепинский и Московский районы.
В 1959 году Московский район был упразднён.
В 1960 году из упразднённой Наманганской области в Андижанскую были переданы Наманганский, Нарынский, Уйчинский, Уч-Курганский, Янгикурганский район и город областного подчинения Наманган.
В 1961 году Ворошиловский район был переименован в Ильичевский, а Сталинский — в Московский. Из Ферганской области в Андижанскую были переданы Касансайский, Туракурганский и Чустский районы.
В декабре 1962 года были упразднены Аимский, Алтын-Кульский, Бузский, Булак-Башинский, Джалял-Кудукский, Ильичевский, Кассансайский, Ленинский, Нарынский, Пахтаабадский, Туракурганский, Уйчинский, Халдыванбекский и Чинабадский районы.
В 1964 году были образованы Бозский и Задарьинский районы. В 1965 году Мархаматский район был переименован в Ленинский.
В 1967 году был образован Уйчинский район. В том же году в восстановленную Наманганскую область были переданы Задарьинский, Наманганский, Уйчинский, Учкурганский, Чустский, Яникурганский районы и город Наманган.
В 1970 году были образованы Мархаматский и Пахтаабадский районы, в 1973 — Джалалкудукский и Комсомолабадский, в 1978 — Алтынкульский. В 1972 году статус города областного подчинения получил Советабад, а в 1974 — Шахрихан.
В 1992 году образован Булакбашинский район.
В 2003 году область была награждена орденом Эмира Тимура.

## География
Площадь области — 4240 км². Граничит с Кыргызстаном (Ошская и Джалал-Абадская области), Ферганской и Наманганской областями. Главная река — Карадарья пересекает территорию области с востока (Андижанское водохранилище) на запад (протяжённость около 150 км), далее объединяется с Нарыном и образует реку Сыр-Дарья. На протяжении около 20 км русло реки Сыр-Дарьи разделяет Андижанскую и Наманганскую области. На севере Андижанской области протекает река Тектян-Сай (протяжённость по Андижанской области около 40 км), Андижан-Сай (протяжённость 80 км). Каналы: Шарихан-Сай, Большой Андижанский канал, Большой Ферганский канал, Южно-Ферганский канал.
Западная часть области — возвышенная равнина, а восточная занята предгорьями Алайского и Ферганского хребтов, которые защищают долину от холодных ветров.

## Климат
Благодаря Алайскому и Ферганскому хребтам зимой погода более стабильная, чем на остальной территории Средней Азии. Зима — тёплая (до — 3,5 °C), лето — жаркое (до 37 °C).

## Население
Население области составляет 3 338 200 человек (на 1 апрель 2023 года) Из них, население города −1 742,5 тыс. человек, население сельской местности −1 595,7 тыс. человек. Андижанская область — самая маленькая по площади, но самая густонаселённая в стране (почти 10 % населения всего Узбекистана, хотя её площадь — менее 1 % от всей республики).
Основное население — узбеки, также имеется большое количество андижанских кыргызов, русских, украинцев, армян, татар, белорусов, башкир и корейцев.
На официальном сайте Комитета по межнациональным отношениям и дружественным связям с зарубежными странами при Кабинете министров Республики Узбекистан опубликованы следующие сведения о численности национальных меньшинств в Андижанской области:
- армяне — 314 чел.
- киргизы (андижанские киргизы) — около 400 тыс. чел.
- корейцы — 2 979 чел.
- русские — 18 987 чел.

## Административно-территориальное деление

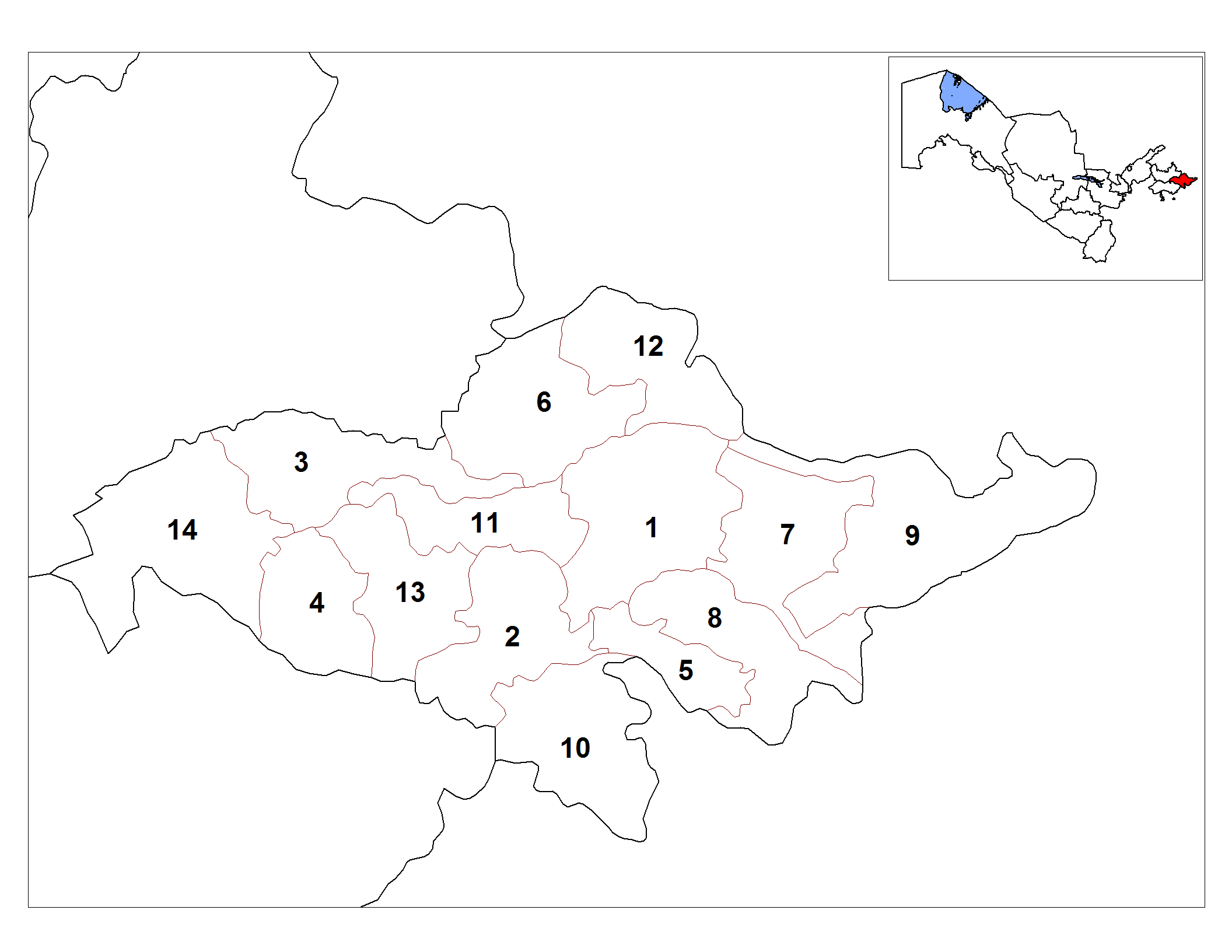
Административно-территориальное деление Андижанской области:
1 Андижанский район,
2 Асакинский район,
3 Балыкчинский район,
5 Булакбашинский район,
4 Бустанский район,
6 Избасканский район,
7 Джалакудукский район,
8 Ходжаабадский район,
9 Кургантепинский район,
10 Мархаматский район,
11 Алтынкульский район,
12 Пахтаабадский район,
13 Шахриханский район,
14 Улугнорский район.

Область состоит из 14 районов (туманов)
| Район (город)                | Население (всего), чел. на 01.01.2020 | Городское население, чел. на 01.01.2020 | Сельское население, чел. на 01.01.2020 |
| ---------------------------- | ------------------------------------- | --------------------------------------- | -------------------------------------- |
| Андижан (город)              | 441 713                               | 441 713                                 | -                                      |
| Ханабад (город)              | 42 507                                | 35 615                                  | 6 892                                  |
| Алтынкульский район          | 176 665                               | 93 055                                  | 83 610                                 |
| Андижанский район            | 261 796                               | 200 951                                 | 60 845                                 |
| Асакинский район             | 325 729                               | 98 646                                  | 227 083                                |
| Балыкчинский район           | 199 325                               | 67 814                                  | 131 511                                |
| Бустанский район             | 71 655                                | 25 081                                  | 46 854                                 |
| Булакбашинский район         | 141 905                               | 69 045                                  | 72 860                                 |
| Джалакудукский район         | 184 834                               | 77 358                                  | 107 476                                |
| Избасканский район           | 236 401                               | 75 835                                  | 160 566                                |
| Кургантепинский район        | 214 832                               | 91 796                                  | 123 036                                |
| Мархаматский район           | 172 116                               | 135 814                                 | 36 302                                 |
| Пахтаабадский район          | 191 686                               | 70 359                                  | 121 327                                |
| Улугнорский район            | 59 322                                | 6 065                                   | 53 257                                 |
| Ходжаабадский район          | 109 481                               | 45 889                                  | 63 592                                 |
| Шахриханский район           | 297 642                               | 98 711                                  | 198 931                                |
| Андижанская область (всего): | 3 127 683                             | 1 626 395                               | 1 501 288                              |

Административный центр Андижан — самый крупный город области (441 700 человек). На территории Кургантепинского района расположен анклав Кыргызстана — Барак.
В составе области — 11 городов (в том числе 2 города областного значения), 79 городских посёлков и 455 сельских населенных пунктов.
11 городов (население указано без административно подчинённых населённых пунктов на 1 января 2017 года):
1. Андижан — 441 713 человек;
2. Асака (до 1924 года — Зеленск, до 1991 года — Ленинск) — 65 315 человек;
3. Джалакудук (до 2015 года — Ахунбабаев) — 24 779 человек;
4. Карасу (до 1991 года — Ильчёвск) — 34 346 человек;
5. Кургантепа (до 1970 года — Кыргызтепа) — 32 302 человек;
6. Мархамат (до 1985 года — пгт Русское Село) — 14 374 человек;
7. Пайтуг — 27 183 человек;
8. Пахтаабад — 35 543 человек;
9. Ханабад (до 1991 года — Советабад) — 28 131 человек;
10. Ходжаабад — 20 830 человек;
11. Шахрихан (до 1985 года — пгт Московский) — 75 539 человек.

79 городских посёлков:

## Экономика
Природные ресурсы включают месторождения нефти, природного газа, озокерита и известняка. Здесь расположены Андижанский, Палванташский, Южно-Аламышский, Хартумский, Бустанский и Ходжаусманский нефтяные и газовые промыслы.
Тёплый климат позволяет выращивать хлопчатник, субтропические культуры, развивать шелководство и бахчеводство. Из сельского хозяйства наиболее развито хлопководство, производство коконов, выращивание злаковых культур, садоводство и виноградарство.
Из промышленности развиты добыча и переработка полезных ископаемых, нефти и газа, строительная индустрия, текстильная промышленность.
В городе Асаке был открыт 1-й в Средней Азии автомобилестроительный завод. В 1992 году на паритетной основе государственной компанией Узавтосаноат и Daewoo для сборочного производства легковых автомобилей было создано UzDaewoo. В 2002 году компания GM приобрела контрольный пакет акций автомобильной корпорации Daewoo Motor. В 2005 году UzDaewoo выкупило долю обанкротившейся корейской компании. В мае 2007 года правительство Узбекистана подписало с GM DAT стратегическое соглашение о сотрудничестве, предусматривающее модернизацию Nexia и Matiz, дальнейшую локализацию производства, и даже возможность производства на UzDaewoo новых моделей. А в марте 2008 года было создано новое совместное предприятие General Motors Uzbekistan.

## Транспорт
Протяжённость железных дорог в области составляет 226,8 км. Через область проходит железная дорога Ангрен — Пап — Андижан, соединяющая Ферганскую долину с Ташкентской областью.
Железнодорожные линии Андижан — Маргилан (Фергана), Андижан — Наманган, Андижан-Ханабад, Андижан — Таш-Кумыр (Кыргызстан), Андижан — Джалал-Абад/Ош (Кыргызстан) делают центр области крупным транспортным узлом Средней Азии.
Протяжённость автомобильных дорог — более 2463 км. В области действуют регулярные авиарейсы в города Узбекистана и СНГ, а также в другие страны (в зависимости от коммерческого спроса).

## Хокимы
1. Каюм Холмирзаев (1991 — 1993)
2. Кобил Обидов (6 марта 1993 — октябрь 1996),
3. Машариф Юсупов (1996—1997),
4. Кобил Обидов (1997 — 24 мая 2004),
5. Бегалиев Сайдулло (25 мая 2004 — 12 октября 2006),
6. Усманов Ахмаджон (13 октября 2006 — 11 мая 2013),
7. Шухрат Абдурахманов (12 мая 2013 — н.в.)[6].